# 新斯維特利夫卡難民車隊襲擊
2014年8月18日，在顿巴斯战争期间，一支逃离乌克兰卢甘斯克的难民车队于盧甘斯克州新斯维特利夫卡遭到炮击。乌克兰政府指责卢甘斯克人民共和国的武裝分子发动袭击，造成至少17人死亡。武裝分子否认對车队施襲，并将此次袭击归咎于乌克兰政府。